# Ida Lienová
Ida Lienová (* 5. dubna 1997 Drammen) je norská reprezentantka v biatlonu. Na Mistrovství světa 2021 byla součástí vítězné ženské štafety.
Ve své dosavadní kariéře nezvítězila ve světovém poháru v žádném individuálním závodu. Nejlepšího individuálního výsledku dosáhla ve vytrvalostním závodě v norském Holmenkollenu v březnu 2024, kde dojela na třetím místě. Celkem šestkrát vyhrála závod jako členka norské štafety.
Ve světovém poháru startuje od roku 2020.

## Sportovní život a výsledky
Biatlonu se věnuje od roku 2006. Ve své dosavadní kariéře se zúčastnila jednoho mistrovství světa, když debutovala ve slovinské Pokljuce v roce 2021.

### Mistrovství světa a zimní olympijské hry
| Sezóna  | A   | Místo                | SP  | SZ  | HZ  | IZ  | ŠT  | SŠT | SZD | Věk    |
| ------- | --- | -------------------- | --- | --- | --- | --- | --- | --- | --- | ------ |
| 2020/21 | MS  | Pokljuka             | 17. | 17. | 24. | 11. | 1.  | –   | –   | 23 let |
| 2021/22 | ZOH | Peking               | 38. | 33. | –   | –   | 4.  | –   | ×   | 24 let |
| 2022/23 | MS  | Oberhof              | 42. | 36. | –   | –   | 6.  | –   | –   | 25 let |
| 2023/24 | MS  | Nové Město na Moravě | 22. | 30. | –   | 77. | 10. | –   | –   | 26 let |

Poznámka: Výsledky z olympijských her se do hodnocení světového poháru nezapočítávají, výsledky z mistrovství světa se dříve započítávaly, od mistrovství světa v roce 2023 se nezapočítávají.

## Vítězství v závodech světového poháru

### Kolektivní
| Č.                           | sezóna    | datum           | místo                         | disciplína |
| ---------------------------- | --------- | --------------- | ----------------------------- | ---------- |
| 1.                           | 2019/2020 | 7. března 2020  | Nové Město, Česko             | štafeta    |
| 2.                           | 2019/2020 | 20. února 2021  | Pokljuka, Slovinsko (MS)      | štafeta    |
| 3.                           | 2021/2022 | 22. ledna 2022  | Anterselva, Itálie            | štafeta    |
| 4.                           | 2021/2022 | 3. března 2022  | Kontiolahti, Finsko           | štafeta    |
| 5.                           | 2022/2023 | 11. března 2023 | Östersund, Švédsko            | štafeta    |
| 6.                           | 2022/2023 | 9. března 2024  | Soldier Hollow, Spojené státy | štafeta    |
| – závod na mistrovství světa |           |                 |                               |            |